# 제프 니컬스 (음악가)
제프 니컬스(Geoff Nicholls, 1948년 2월 28일 ~ 2017년 1월 28일)는 잉글랜드의 음악가이자 키보디스트이다. 블랙 사바스의 키보디스트로 알려져 있었다.